# Sebaste degli Armeni
Sebaste degli Armeni (łac. Dioecesis Sebastensis Armenorum) – stolica historycznej diecezji obrządku ormiańskiego w Imperium Osmańskim w starożytnym mieście Sebaste (obecnie Sivas) w prowincji Sivas w Anatolii, współcześnie w Turcji. Powstała w 1858 jako diecezja Sebaste (od 1892 archidiecezja). Ostatnim eparchą był Leone Kecegian. W 1972 papież Paweł VI zmienił status diecezji na biskupstwo tytularne przeznaczone dla hierarchów Kościoła katolickiego obrządku ormiańskiego.

## Biskupi tytularni
| L.p. | Biskup                | Funkcja                                            | Od               | Do              | Uwagi |
| ---- | --------------------- | -------------------------------------------------- | ---------------- | --------------- | ----- |
| 1.   | Nerses Der Nersessian | ordynariusz Europy Wschodniej dla Ormian katolików | 9 lipca 1992     | 24 grudnia 2006 | zmarł |
| 2.   | Kevork Noradounguian  | ordynariusz Europy Wschodniej dla Ormian katolików | 21 sierpnia 2024 |                 |       |